# 1,4-二氮杂环庚烷
1,4-二氮杂环庚烷是一种有机化合物，结构简式为(CH2)5(NH)2。这个环二胺是一种无色油性固体，可溶于极性溶剂。它因可以作为螯合配体而得到研究。N-H中心可替换成许多其他官能团。
它已知用于一些哌嗪药物，包括：
1. 法舒地尔（英语：Fasudil）
2. 布那唑嗪（英语：Bunazosin）
3. 高氯环嗪（英语：Homochlorcyclizine）
4. Homopipramol（英语：Homopipramol）

## 有关化合物
- 1,5-二氮杂环辛烷